# Xã Prairieton, Quận Vigo, Indiana
Xã Prairieton (tiếng Anh: Prairieton Township) là một xã thuộc quận Vigo, tiểu bang Indiana, Hoa Kỳ. Năm 2010, dân số của xã này là 1.222 người.